# Temporada da NHL de 1977–78
A temporada da NHL de 1977–78 foi a 61.ª temporada da National Hockey League (NHL). Dezoito times jogaram 80 jogos. O Montreal Canadiens venceu sua terceira Stanley Cup seguida ao bater o Boston Bruins por 4 jogos a 2 nas finais.

## Negócios da Liga
Clarence Campbell aposentou-se como presidente da NHL, antes dessa temporada. John Ziegler o sucedeu.
Um troféu para o melhor atacante defensivo, o Troféu Frank J. Selke, fez sua estreia nesta temporada e foi para Bob Gainey, que jogava de played Asa Esquerda para Montreal.
Em 14 de junho de 1978, a liga aprovou a fusão das franquias com dificuldades financeiras Cleveland Barons e Minnesota North Stars, reduzindo o número de times para 17, com o North Stars (atualmente Dallas Stars) assumindo a posição dos Barons na Divisão Adams. Foi a única instância em que um time da liga desapareceu desde que o Brooklyn Americans terminou as operações em 1942. A próxima vez em que a NHL teve um time em Ohio foi com a expansão Columbus Blue Jackets em 2000-01.
O Colorado Rockies chegou aos playoffs pela única vez na história da franquia. Eles não iriam participar dos playoffs novamente até sua corrida de cinderela de 1988 em New Jersey. A próxima vez em que os playoffs vieram a Colorado foi com a temporada co campeonato do Colorado Avalanche em 1996. 
A liga modificou o formato de classificação do playoff nessa temporada. Enquanto antes os três primeiros de cada divisão se classificavam, o formato foi alterado para garantir apenas ao primeiro e segundo de cada divisão uma vaga nos playoffs. Os últimos quatro classificados saíram dos melhores desempenhos entre os terceiros e quartos colocados. 

## Temporada Regular

### Marcas
Em 11 de dezembro de 1977, o jogador do Philadelphia Flyers Tom Bladon tornou-se o primeiro defensor na história da NHL a marcar 8 pontos em um jogo. Ele marcou quatro gols e quatro assistências contra o Cleveland Barons. Foi 25% do seu total de pontos na temporada inteira.

### Classificação Final
Nota: PJ = Partidas Jogadas, V = Vitórias, D = Derrotas, E = Empates, Pts = Pontos, GP = Gols Pró, GC = Gols Contra,PEM=Penalizações em Minutos 

Times que se classificaram aos play-offs estão destacados em negrito

#### Conferência Príncipe de Gales
| Divisão Adams       | J  | V  | D  | E  | Pts | GP  | GC  | PEM  |
| ------------------- | -- | -- | -- | -- | --- | --- | --- | ---- |
| Boston Bruins       | 80 | 51 | 18 | 11 | 113 | 333 | 218 | 1237 |
| Buffalo Sabres      | 80 | 44 | 19 | 17 | 105 | 288 | 215 | 800  |
| Toronto Maple Leafs | 80 | 41 | 29 | 10 | 92  | 271 | 237 | 1258 |
| Cleveland Barons    | 80 | 22 | 45 | 13 | 57  | 230 | 325 | 1010 |

| Divisão Norris      | J  | V  | D  | E  | Pts | GP  | GC  | PEM  |
| ------------------- | -- | -- | -- | -- | --- | --- | --- | ---- |
| Montreal Canadiens  | 80 | 59 | 10 | 11 | 129 | 359 | 183 | 745  |
| Detroit Red Wings   | 80 | 32 | 34 | 14 | 78  | 252 | 266 | 1534 |
| Los Angeles Kings   | 80 | 31 | 34 | 15 | 77  | 243 | 245 | 903  |
| Pittsburgh Penguins | 80 | 25 | 37 | 18 | 68  | 254 | 321 | 1300 |
| Washington Capitals | 80 | 17 | 49 | 14 | 48  | 195 | 321 | 1332 |

#### Conferência Clarence Campbell
| Divisão Patrick     | J  | V  | D  | E  | Pts | GP  | GC  | PEM  |
| ------------------- | -- | -- | -- | -- | --- | --- | --- | ---- |
| New York Islanders  | 80 | 48 | 17 | 15 | 111 | 334 | 210 | 938  |
| Philadelphia Flyers | 80 | 45 | 20 | 15 | 105 | 296 | 200 | 1668 |
| Atlanta Flames      | 80 | 34 | 27 | 19 | 87  | 274 | 252 | 984  |
| New York Rangers    | 80 | 30 | 37 | 13 | 73  | 279 | 280 | 1057 |

| Divisão Smythe        | J  | V  | D  | E  | Pts | GP  | GC  | PEM  |
| --------------------- | -- | -- | -- | -- | --- | --- | --- | ---- |
| Chicago Black Hawks   | 80 | 32 | 29 | 19 | 83  | 230 | 220 | 1308 |
| Colorado Rockies      | 80 | 19 | 40 | 21 | 59  | 257 | 305 | 818  |
| Vancouver Canucks     | 80 | 20 | 43 | 17 | 57  | 239 | 320 | 962  |
| St. Louis Blues       | 80 | 20 | 47 | 13 | 53  | 195 | 304 | 845  |
| Minnesota North Stars | 80 | 18 | 53 | 9  | 45  | 218 | 325 | 1096 |

### Artilheiros
PJ = Partidas Jogadas, G = Gols, A = Assistências, Pts = Pontos, PEM = Penalizações em Minutos
| Jogador           | Time                | PJ | G  | A  | Pts | PEM |
| ----------------- | ------------------- | -- | -- | -- | --- | --- |
| Guy Lafleur       | Montreal Canadiens  | 78 | 60 | 72 | 132 | 26  |
| Bryan Trottier    | New York Islanders  | 77 | 46 | 77 | 123 | 46  |
| Darryl Sittler    | Toronto Maple Leafs | 80 | 45 | 72 | 117 | 100 |
| Jacques Lemaire   | Montreal Canadiens  | 76 | 36 | 61 | 97  | 14  |
| Denis Potvin      | New York Islanders  | 80 | 30 | 64 | 94  | 81  |
| Mike Bossy        | New York Islanders  | 73 | 53 | 38 | 91  | 6   |
| Terry O'Reilly    | Boston Bruins       | 77 | 29 | 61 | 90  | 211 |
| Gilbert Perreault | Buffalo Sabres      | 79 | 41 | 48 | 89  | 20  |
| Bobby Clarke      | Philadelphia Flyers | 71 | 21 | 68 | 89  | 83  |
| Lanny McDonald    | Toronto Maple Leafs | 74 | 47 | 40 | 87  | 54  |

### Goleiros Líderes
PJ = Partidas Jogadas, MJ=Minutos Jogados, GC = Gols Contra, TG = Tiros ao Gol, MGC = Média de gols contra, V = Vitórias, D = Derrotas, E = Empates, SO = Shutouts
| Player          | Team                | PJ | MJ   | GC  | MGC  | V  | D  | E  | SO |
| --------------- | ------------------- | -- | ---- | --- | ---- | -- | -- | -- | -- |
| Ken Dryden      | Montreal Canadiens  | 52 | 3071 | 105 | 2.05 | 37 | 7  | 7  | 5  |
| Bernie Parent   | Philadelphia Flyers | 49 | 2923 | 108 | 2.22 | 29 | 6  | 13 | 7  |
| Gilles Gilbert  | Boston Bruins       | 25 | 1326 | 56  | 2.53 | 15 | 6  | 2  | 2  |
| Chico Resch     | N.Y. Islanders      | 45 | 2637 | 112 | 2.55 | 28 | 9  | 7  | 3  |
| Tony Esposito   | Chicago Black Hawks | 64 | 3840 | 168 | 2.63 | 28 | 22 | 14 | 5  |
| Don Edwards     | Buffalo Sabres      | 72 | 4209 | 185 | 2.64 | 38 | 16 | 17 | 5  |
| Billy Smith     | N.Y. Islanders      | 38 | 2154 | 95  | 2.65 | 20 | 8  | 8  | 2  |
| Michel Larocque | Montreal Canadiens  | 30 | 1729 | 77  | 2.67 | 22 | 3  | 4  | 1  |
| Mike Palmateer  | Toronto Maple Leafs | 63 | 3760 | 172 | 2.74 | 34 | 19 | 9  | 5  |
| Dan Bouchard    | Atlanta Flames      | 58 | 3340 | 153 | 2.75 | 25 | 12 | 19 | 2  |

## Playoffs

### Tabela dos Playoffs
|  | Fase preliminar | Fase preliminar     | Fase preliminar     |                     |                     | Quartas-de-final    | Quartas-de-final | Quartas-de-final |   |   | Semifinais         | Semifinais | Semifinais |  |   | Final da Stanley Cup | Final da Stanley Cup | Final da Stanley Cup |
|  |                 |                     |                     |                     |                     |                     |                  |                  |   |   |                    |            |            |  |   |                      |                      |                      |
|  |                 |                     |                     |                     |                     |                     |                  |                  |   |   |                    |            |            |  |   |                      |                      |                      |
|  |                 | 1                   | Montreal Canadiens  | 4                   |                     |                     |                  |                  |   |   |                    |            |            |  |   |                      |                      |                      |
|  |                 |                     |                     | 4                   |                     |                     |                  |                  |   |   |                    |            |            |  |   |                      |                      |                      |
|  |                 |                     | 9                   | Detroit Red Wings   | 1                   |                     |                  |                  |   |   |                    |            |            |  |   |                      |                      |                      |
|  | 7               | Atlanta Flames      | 9                   | Detroit Red Wings   | 1                   | 0                   |                  |                  |   |   |                    |            |            |  |   |                      |                      |                      |
|  | 7               | Atlanta Flames      |                     |                     |                     | 0                   |                  |                  |   |   |                    |            |            |  |   |                      |                      |                      |
|  | 9               | Detroit Red Wings   | 2                   |                     |                     |                     |                  |                  |   |   |                    |            |            |  |   |                      |                      |                      |
|  | 9               | Detroit Red Wings   | 2                   |                     |                     |                     |                  |                  |   | 1 | Montreal Canadiens | 4          |            |  |   |                      |                      |                      |
|  |                 |                     |                     |                     |                     |                     |                  |                  |   | 1 | Montreal Canadiens | 4          |            |  |   |                      |                      |                      |
|  |                 | 6                   | Toronto Maple Leafs | 0                   |                     |                     |                  |                  |   |   |                    |            |            |  |   |                      |                      |                      |
|  |                 | 6                   | Toronto Maple Leafs | 0                   |                     |                     |                  |                  |   |   |                    |            |            |  |   |                      |                      |                      |
|  |                 |                     |                     |                     |                     |                     |                  |                  |   |   |                    |            |            |  |   |                      |                      |                      |
|  |                 |                     |                     |                     |                     |                     |                  |                  |   |   |                    |            |            |  |   |                      |                      |                      |
|  |                 | 3                   | New York Islanders  | 3                   |                     |                     |                  |                  |   |   |                    |            |            |  |   |                      |                      |                      |
|  |                 |                     |                     | 3                   |                     |                     |                  |                  |   |   |                    |            |            |  |   |                      |                      |                      |
|  |                 |                     | 6                   | Toronto Maple Leafs | 4                   |                     |                  |                  |   |   |                    |            |            |  |   |                      |                      |                      |
|  | 6               | Toronto Maple Leafs | 6                   | Toronto Maple Leafs | 4                   | 2                   |                  |                  |   |   |                    |            |            |  |   |                      |                      |                      |
|  | 6               | Toronto Maple Leafs |                     |                     |                     | 2                   |                  |                  |   |   |                    |            |            |  |   |                      |                      |                      |
|  | 10              | Los Angeles Kings   | 0                   |                     |                     |                     |                  |                  |   |   |                    |            |            |  |   |                      |                      |                      |
|  | 10              | Los Angeles Kings   | 0                   |                     |                     |                     |                  |                  |   |   |                    |            |            |  | 1 | Montreal Canadiens   | 4                    |                      |
|  |                 |                     |                     |                     |                     |                     |                  |                  |   |   |                    |            |            |  | 1 | Montreal Canadiens   | 4                    |                      |
|  |                 | 2                   | Boston Bruins       | 2                   |                     |                     |                  |                  |   |   |                    |            |            |  |   |                      |                      |                      |
|  |                 | 2                   | Boston Bruins       | 2                   |                     |                     |                  |                  |   |   |                    |            |            |  |   |                      |                      |                      |
|  |                 |                     |                     |                     |                     |                     |                  |                  |   |   |                    |            |            |  |   |                      |                      |                      |
|  |                 |                     |                     |                     |                     |                     |                  |                  |   |   |                    |            |            |  |   |                      |                      |                      |
|  |                 | 2                   | Boston Bruins       | 4                   |                     |                     |                  |                  |   |   |                    |            |            |  |   |                      |                      |                      |
|  |                 |                     |                     | 4                   |                     |                     |                  |                  |   |   |                    |            |            |  |   |                      |                      |                      |
|  |                 |                     | 8                   | Chicago Black Hawks | 0                   |                     |                  |                  |   |   |                    |            |            |  |   |                      |                      |                      |
|  |                 |                     | 8                   | Chicago Black Hawks | 0                   |                     |                  |                  |   |   |                    |            |            |  |   |                      |                      |                      |
|  |                 |                     |                     |                     |                     |                     |                  |                  |   |   |                    |            |            |  |   |                      |                      |                      |
|  |                 |                     |                     |                     |                     |                     |                  |                  |   |   |                    |            |            |  |   |                      |                      |                      |
|  |                 |                     |                     |                     |                     |                     | 2                | Boston Bruins    | 4 |   |                    |            |            |  |   |                      |                      |                      |
|  |                 |                     |                     |                     |                     |                     |                  |                  | 4 |   |                    |            |            |  |   |                      |                      |                      |
|  |                 | 4                   | Philadelphia Flyers | 1                   |                     |                     |                  |                  |   |   |                    |            |            |  |   |                      |                      |                      |
|  | 4               | 4                   | Philadelphia Flyers | 1                   | Philadelphia Flyers | 2                   |                  |                  |   |   |                    |            |            |  |   |                      |                      |                      |
|  | 4               |                     |                     |                     | Philadelphia Flyers | 2                   |                  |                  |   |   |                    |            |            |  |   |                      |                      |                      |
|  | 12              | Colorado Rockies    | 0                   |                     |                     |                     |                  |                  |   |   |                    |            |            |  |   |                      |                      |                      |
|  | 12              | Colorado Rockies    | 0                   |                     | 4                   | Philadelphia Flyers | 4                |                  |   |   |                    |            |            |  |   |                      |                      |                      |
|  |                 |                     |                     |                     | 4                   | Philadelphia Flyers | 4                |                  |   |   |                    |            |            |  |   |                      |                      |                      |
|  |                 |                     | 5                   | Buffalo Sabres      | 1                   |                     |                  |                  |   |   |                    |            |            |  |   |                      |                      |                      |
|  | 5               | Buffalo Sabres      | 5                   | Buffalo Sabres      | 1                   | 2                   |                  |                  |   |   |                    |            |            |  |   |                      |                      |                      |
|  | 5               | Buffalo Sabres      |                     |                     |                     | 2                   |                  |                  |   |   |                    |            |            |  |   |                      |                      |                      |
|  | 11              | New York Rangers    | 1                   |                     |                     |                     |                  |                  |   |   |                    |            |            |  |   |                      |                      |                      |

### Finais
Boston Bruins vs. Montreal Canadiens
| Data       | Visitante | Placar | Mandante | Placar | Notas |
| ---------- | --------- | ------ | -------- | ------ | ----- |
| 13 de maio | Boston    | 1      | Montreal | 4      |       |
| 16 de maio | Boston    | 2      | Montreal | 3      | OT    |
| 18 de maio | Montreal  | 0      | Boston   | 4      |       |
| 21 de maio | Montreal  | 3      | Boston   | 4      | OT    |
| 23 de maio | Boston    | 1      | Montreal | 4      |       |
| 25 de maio | Montreal  | 4      | Boston   | 1      |       |

Montreal venceu a série por 4–2.
Larry Robinson venceu o Troféu Conn Smythe como MVP do playoff.

## Prêmios da NHL
| Prêmios de 1977-78 da NHL       | Prêmios de 1977-78 da NHL                                            |
| ------------------------------- | -------------------------------------------------------------------- |
| Troféu Príncipe de Gales:       | Montreal Canadiens                                                   |
| Taça Clarence S. Campbell:      | New York Islanders                                                   |
| Troféu Art Ross:                | Guy Lafleur, Montreal Canadiens                                      |
| Troféu Memorial Bill Masterton: | Butch Goring, Los Angeles Kings                                      |
| Troféu Memorial Calder:         | Mike Bossy, New York Islanders                                       |
| Troféu Conn Smythe:             | Larry Robinson, Montreal Canadiens                                   |
| Troféu Frank J. Selke:          | Bob Gainey, Montreal Canadiens                                       |
| Troféu Memorial Hart:           | Guy Lafleur, Montreal Canadiens                                      |
| Prêmio Jack Adams:              | Bobby Kromm, Detroit Red Wings                                       |
| Troféu Memorial James Norris:   | Denis Potvin, New York Islanders                                     |
| Troféu Memorial Lady Byng:      | Butch Goring, Los Angeles Kings                                      |
| Prêmio Lester B. Pearson:       | Guy Lafleur, Montreal Canadiens                                      |
| Prêmio Mais/Menos da NHL:       | Guy Lafleur, Montreal Canadiens                                      |
| Troféu Vezina:                  | Ken Dryden & Michel Larocque, Montreal Canadiens                     |
| Troféu Lester Patrick:          | Phil Esposito, Tom Fitzgerald, William Thayer Tutt, William W. Wirtz |

### Times das Estrelas
| Primeiro Time                      | Position | Segundo Time                        |
| ---------------------------------- | -------- | ----------------------------------- |
| Ken Dryden, Montreal Canadiens     | G        | Don Edwards, Buffalo Sabres         |
| Denis Potvin, New York Islanders   | D        | Larry Robinson, Montreal Canadiens  |
| Brad Park, Boston Bruins           | D        | Borje Salming, Toronto Maple Leafs  |
| Bryan Trottier, New York Islanders | C        | Darryl Sittler, Toronto Maple Leafs |
| Guy Lafleur, Montreal Canadiens    | RW       | Mike Bossy, New York Islanders      |
| Clark Gillies, New York Islanders  | LW       | Steve Shutt, Montreal Canadiens     |

## Estreias
O seguinte é uma lista de jogadores importantes que jogaram seu primeiro jogo na NHL em 1977-78 (listados com seu primeiro time, asterisco(*) marca estreia nos play-offs):
- Doug Wilson, Chicago Black Hawks
- Barry Beck, Colorado Rockies
- Dale McCourt, Detroit Red Wings
- Vaclav Nedomansky, Detroit Red Wings
- Dave Taylor, Los Angeles Kings
- Mike Bossy, New York Islanders
- Ron Duguay, New York Rangers
- Glen Hanlon, Vancouver Canucks
- Murray Bannerman, Vancouver Canucks
- Robert Picard, Washington Capitals

## Últimos Jogos
O seguinte é uma lista de jogadores importantes que jogaram seu último jogo na NHL em 1977-78 (listados com seu último time):
- Johnny Bucyk, Boston Bruins
- Eddie Johnston, Chicago Black Hawks
- Jim Neilson, Cleveland Barons
- Dennis Hull, Detroit Red Wings
- Ed Giacomin, Detroit Red Wings
- Bill Goldsworthy, New York Rangers
- Dallas Smith, New York Rangers
- Ken Hodge, New York Rangers
- Rod Gilbert, New York Rangers
- Gary Dornhoefer, Philadelphia Flyers
- Derek Sanderson, Pittsburgh Penguins
- Claude Larose, St. Louis Blues
- Jimmy Roberts, St. Louis Blues
- Red Berenson, St. Louis Blues
- Cesare Maniago, Vancouver Canucks

NOTA:  Goldsworthy e Neilson terminariam suas carreiras profissionais na World Hockey Association.